# Donji Skugrić (Modriča)
Donji Skugrić (szerbül: Скугрић Доњи), település Bosznia-Hercegovinában, Modriča községben, a Szerb Köztársaság északi régiójában.

## Fekvése
A település Bosznia-Hercegovina északi részén, Dobojtól légvonalban 28, közúton 57 km-re északkeletre, községközpontjától légvonalban 7, közúton 8 km-re délkeletre, a Trebava-hegység északi lejtőin, a Tolisa-patak völgyében és a környező hegyeken, kis részben pedig a Szávamenti síkságon, 109-262 méteres magasságban fekszik. A síkságon Potpolje, Mišići, Gložik és Živkovo Polje, míg a dombos területen Brezik, Rijeka, Orahova, Potočani, Srnava és Ždreban települések találhatók. A falun halad át az M-14-1-es főút, amely Modričát Gradačaccal köti össze, valamint a Modriča-Gradačac vasútvonal, amely a boszniai háború óta nem üzemel.

## Népessége
| Nemzetiségi csoport | Népesség 1991 | Népesség 2013 |
| ------------------- | ------------- | ------------- |
| Szerb               | 1233          | 917           |
| Bosnyák             | 1             | 3             |
| Horvát              | 86            | 6             |
| Jugoszláv           | 39            | 0             |
| Egyéb               | 43            | 11            |
| Összesen            | 1402          | 937           |

## Története[5]

### Őskor
Az első ember a tágabb skugriči területen, azaz a boszniai Posavina és Trebava régióban az ókőkorban (paleolitikum) jelent meg, körülbelül 45 000-15 000 évvel ezelőtt. Modriča község területén a lehetséges paleolitikum lelőhelyek széleskörű régészeti kutatása még nem történt meg. Egy kis települést, vagy inkább annak nyomait fedezték fel Skugrićban az úgynevezett Nyugati oldalcsatorna feltárása során. Ez a település egy enyhén hullámzó területen található a Radišnjača alatt, Orahovo falucskájában. Számos kerámia- és kovakőtöredéket találtak itt, amelyek összességében a lelőhely neolitikus eredetére utalnak. Egy másik települést ebből az időszakból Skugrićban, Potpolje falucskájában fedeztek fel. Ez is egy szerény méretű lelőhely, de jelentős, mert bizonyítja a terület nagy népességét a neolitikumban. Mindezek a települések a neolitikum világának egy nagy kulturális köréhez tartoznak, amely a Földközi-tenger keleti részétől a Balkánon át Közép-Európáig terjed. Ennek a kulturális körnek egy részét Vinča-kultúrának nevezik (a Belgrád melletti Vinča faluban található nagy település után). A vaskorból egy az i. e. 14. századból származó temetőt találtak a Skugrić Polje-i lelőhelyen, ahol először a halottakat elégették, majd az elégett csontok maradványait egy urnában a földbe temették.

### Ókor
Ahogy a rómaiak behatoltak a Száva folyó völgyébe, magukkal hozták egy sokkal fejlettebb civilizáció vívmányait, így városi típusú települések nőttek ki Posavinában is – kőből és téglából épült épületek mészhabarccsal kötőanyagként, kővel burkolt utcák, folyóvízzel ellátott házak, települések nyilvános fürdőkkel. 1962-ben egy ebből az időszakból származó települést fedeztek fel Skugrićban, a Cigla lelőhelyen. Ez egy körülbelül tíz hektáros, egyenlőtlen magasságú terület a Skugrić-mezőn, amelyen több, enyhe domb látható. Ezt az egész nagy komplexumot a Tolisa folyó medre határolja, amely itt kanyarulatot ír le, majd később medrét egy csatorna ásásával megváltoztatták és lerövidítették. A néphagyomány nem emlékszik a csatorna ásására. A Cigla lelőhely egyik lelőhelyét a helyiek Crkvina vagy Tubla néven nevezik. Ez számos kerámiatöredéket, fal- és tetőtéglákat, mészhabarccsal kötött folyami kavicsokból épült fal alapját és egyéb kulturális maradványokat tartalmaz. Hogy összeköthessék hatalmas birodalmuk távoli területeit, a rómaiak utakat építettek, és az egyik legfontosabb útvonal ezen a területen a Száva folyó völgyében haladt. A Tabula Peutingeriana római térképen egy Ad Basante nevű postaállomás is szerepel. A régészeti szakirodalomban számos szakmunka foglalkozik e postaállomás elhelyezkedésével. A fent említett térképen a Marsonia állomás után, amelyről feltételezik, hogy a mai Slavonski Brod helyén állt, következik az Ad Basante postaállomás (de sajnos a mérföld távolságot nem tüntették fel), Ad Basante után pedig 20 mérföld távolságban, a Saldis állomás, amelynek helye a Száván, Brcko környékén lehetett. Az Ad Basante állomásnak a régió három nagy római településének egyikében kellene lennie – Josik Jakeš és Odžak között, Kuliste Kruškovo Poljében és Cigla Skugrićban. Ezek a települések nagyjából a Marsonia és Saldis római postaállomások középpontjában helyezkednek el.

### Közepkor
A szlávok a 7. században érkeztek erre a vidékre. A skugrići Cigla lelőhelyen egy egyébként gazdag római uralom korabeli lelőhelyen, egy korábban feltárt csatorna profiljában számos kora szláv jellegzetességeket mutató kerámiatöredéket találtak. A kerámia szabadkézzel, korongozás nélkül készült, sötét vagy vöröses felületű, csak gondatlanul elsimított, egyenetlenül égetett és finomítatlan agyagból készült. 1964-ben Skugrićban, a Gradina lelőhelyen egy kora középkori erődítmény maradványait fedezték fel, földből készült sáncokkal. A felszíni vizsgálat szláv eredetű kerámiákat tárt fel, melyek egy hosszabb időszakból, a kora középkortól a késő középkorig terjedő időből származnak. A Gradina lelőhely egy tágas teraszon fekszik, 10-15 méterrel a Posavina-völgye fölé emelkedve, a körülötte kanyarogó Tolisa-folyó bal partján, így nagyrészt víz veszi körül. A szláv óhazában az ősi szláv védelmi rendszerek mocsaras terephez kapcsolódnak, ezért a Gradina helyszínéül egy mocsaras völgy feletti teraszt választottak. Közvetlenül a Gradina sáncai mellett ma már csak két középkori temető nyomai maradtak fenn. Ezekben nagy mészkő síremlékek voltak, amelyeket a helyiek "mramorovinak" (márványok) és "kamenje" (kövek) neveznek. Az ilyen emlékek a 13. és 16. század közé datálhatók. Az első temető Begove Bare, Gradinától északra, ahol 1964-ben számos kisebb, súlyosan sérült sztélét és számos nagyméretű síremlék töredékét találták. A helyiek jelentős számú, akár 40-50 nagyméretű emlékműre emlékeznek ezen a helyen. A második temető a Gradinától délre található. A neve „Mramorovi i kamenje”. Itt is csak törött emlékművek nyomai vannak. Mindkét nekropolisz a középkori boszniai állam összeomlása utáni időkből származó temetkezések nyomait is tartalmazza. A török tilalmak miatt a keresztények csak kis, szerény emlékműveket állíthattak. Éppen ilyen apró és megmunkálatlan, homokkőből készült, ügyetlenül faragott kereszttáblákkal ellátott lapok találhatók mindkét Gradina környéki temetőben, és ugyanitt muszlim sírkövek is találhatók. Írásos forrásokban egy 1548-as feljegyzés szerint az iszlamizáció a lakosság mintegy 13 százalékát érintette ezen a területen.
Ez a régió Kulin bán idejében a Boszniai bánság része volt. Annak ellenére, hogy Kulin bán elismerte a magyar király legfelsőbb hatalmát, amely biztosította az ország belső függetlenségét, északról folyamatosan fenyegetett a veszély. Az eretnekmozgalom megjelenése Boszniában okot adott a magyar királyoknak arra, hogy nagyon gyakran betörjenek Boszniába, és annak kiirtásán munkálkodjanak. E hadjáratok többsége a Boszna-völgyön át zajlott, amely Magyarország közvetlen közelében feküdt, és ahol különösen erős volt a magyar befolyás, valamint a kalocsai érsek közvetlen egyházi hatalma is érezhető volt. Ez a régió osztozott a boszniai állam sorsában Matej Ninoslav bán uralkodása alatt, amikor a magyarok ismételten keresztes hadjáratokat hajtottak végre Bosznia ellen. Bosznia újabb magyar alárendeltségének messzemenő következményei voltak. Területét felosztották, és részei különböző urak uralma alá kerültek. Az 1237-1319 közötti időszakban Usora, majd csak annak keleti része, Bosznián kívül esett. A terület magyar uralom alatt állt, 1284-től 1316-ig pedig Dragutin szerb király uralma alatt volt. Több érv is szól amellett a feltételezés mellett, hogy a skugrići Tolisa folyó partján fekvő Gradina a középkori Nenostva plébánia erődített központja volt. A plébánia magában foglalta a mai Modriča, Gradačac, Orašje, Šamac, Odžak települések területét, valamint Brčko község legnyugatibb részét, és a középkori Usora régió része volt.

### Az újkortól
Skugrić első temploma 1769 és 1937 között állt, és a jelenlegi templomtól mintegy 300 méterre, a Popović birtokon, Tolisa falu irányában helyezkedett el. Ez még fatemplom volt, hasonló számos hasonló templomhoz, amelyeket a szerb területeken építettek a török megszállás alatt. A török törvények szerint kicsiknek és feltűnésmenteseknek kellett lenniük. A hagyomány szerint a törökök megengedték, hogy a Skugrić templomának 3 ablaka legyen, és hogy több fény jusson, Sofren Popović pap két ökröt adott két további ablakért. A fatemplomot 1949-ben bontották le a helyi kommunisták. A régi templom helyén (a helyiek régi temetőnek nevezik) áll az emlékműve, a refektórium és Ilija Popović (1838–1880) pap kőemlékműve.
A település 1878-ig tartozott az Oszmán Birodalomhoz. Ekkor a berlini kongresszus határozata alapján az Osztrák-Magyar Monarchia része lett. 1879-ben az első osztrák-magyar népszámlálás során a Gradačaci járáshoz tartozó településnek, 114 háztartása és 506 ortodox lakosa volt. 1910-ben a Gradačaci járáshoz tartozó településen 163 háztartást, 864 ortodox és 109 római katolikus lakost találtak. A monarchia szétesésével 1918-ban előbb a Szerb-Horvát-Szlovén Királyság, majd 1929-től a Jugoszláv Királyság része lett. 1921-ben a Gradačaci járáshoz tartozó településnek 921 lakosa volt, közülük 787 ortodox, 119 római katolikus, 8 görög katolikus és 7 muszlim volt. Az 1929-es törvény értelmében, amikor Bosznia-Hercegovinát négy banovinára, Drinskára, Vrbaskára, Zetskára és Primorskára osztották, a település a Vrbaska banovina (Orbászi Bánság) része lett, amelynek székhelye Banja Luka volt. 1939-ben a közigazgatás átszervezésével a Hrvatska banovina (Horvát Bánság) része lett.
A második világháborúban Jugoszlávia megszállása után a Független Horvát Állam (NDH) része lett. Skugrić falu a második világháborúig az azonos nevű község székhelye volt. 1945-ben Donjira és Gornjira osztották, így Gornji Skugrić Modriča, Donji Skugrić pedig Gradačac községhez tartozott. Ez egyben azt is jelentette, hogy a falu két régióra oszlott, mivel Modriča község a Doboj, Gradačac község pedig a Tuzla járáshoz tartozott. A második világháború után 1992-ig a település a szocialta Jugoszlávia keretében a Bosznia-Hercegovinai Népköztársaság része volt. A boszniai háborút lezáró daytoni békeszerződés rendelkezése alapján az ország területét felosztották a Bosznia-hercegovinai Föderáció és a boszniai Szerb Köztársaság között. A békeszerződés utáni területmegosztási megállapodás értelmében a település a Boszniai Szerb Köztársasághoz került. 

## Nevezetességei
Szűz Mária születése tiszteletére szentelt ortodox temploma. A templom építése 1937-ben kezdődött, az alapokat pedig még ugyanebben az évben október 3-án szentelték fel. A templomot a Bosanska Bijela-i templom mintájára építették. Az egyházi önkormányzat 1937. július 11-i ülésének jegyzőkönyvében az állt, hogy „a templom 4 méterrel hosszabb, 2 méterrel szélesebb és 1 méterrel magasabb, a torony pedig 3 méterrel magasabb lesz”. A templomot a srebrenicai Mika Milinković építette és Nektarije Krulj zvornik-tuzlai püspök szentelte fel 1940-ben. A tölgyfa ikonosztáz barokk stílusban készült. A Brčko melletti Gunja városából származó kézművesek készítették. A barokk stílusú ikonosztázon található ikonokat N. Maliskin festette 1940-ben. A második világháború alatt a templomot gránáttalálat érte, majd a háború után helyreállították. A boszniai háborúban (1992-1995), amikor egy gránát hullott a templom közvetlen közelébe, a templom ismét megrongálódott. A károkat a templom külső részének helyreállítása során javították ki. Az idő vasfoga is megtette a hatását, és 2005-ben megkezdődött a templom általános felújítása. Először a templom külsejét újították fel, majd 2010-ben a belső felújítás következett. Az ikonosztázt 2010-ben Aleksandar Ninković modričai fafaragó mester restaurálta. A templomban a festést 2011 és 2013 között készítette: Danijel Bilić, Velibor Bilić, Nenad Glišić és Dejan Duvnjak, mindannyian a Zvornik melletti Branjevóból érkeztek.

## Fordítás
- Ez a szócikk részben vagy egészben  a(z)   Скугрић Доњи (Модрича) című szerb Wikipédia-szócikk ezen változatának fordításán alapul.  Az eredeti cikk szerkesztőit annak laptörténete sorolja fel. Ez a jelzés csupán a megfogalmazás eredetét és a szerzői jogokat jelzi, nem szolgál a cikkben szereplő információk forrásmegjelöléseként.